# ウィール・ビー・トゥゲザー・アゲイン (中牟礼貞則と稲葉国光のアルバム)
『ウィール・ビー・トゥゲザー・アゲイン』 (We'll Be Together Again) は、日本のジャズ・ギタリストである中牟礼貞則と、ベーシストの稲葉国光の共演による1995年のスタジオ・アルバム。

## 概要
1975年にアルバム『CONVERSATION/カンヴァセイション』でデュオとして共演した中牟礼貞則と稲葉国光が、二十年ぶりに同様の趣向でスタンダード曲を収録したアルバム。

## トラックリスト
1. ザ・タッチ・オブ・ユア・リップス (The Touch of Your Lips)
2. デトゥアー・アヘッド (Detour Ahead)
3. トゥー・フォー・ザ・ロード (Two For The Road)
4. マイ・メランコリー・ベイビー (My Melancholy Baby)
5. デューク・エリントンズ・サウンド・ラヴ (Duke Ellington's Sound Of Love)
6. アイル・ネヴァー・ストップ・ラヴィング・ユー (I'll Never Stop Loving You)
7. ヴェリー・アーリー (Very Early)
8. エヴリシング・アイ・ラヴ (Everything I Love)
9. ウィール・ビー・トゥゲザー・アゲイン (We'll Be Together Again)
10. ハウ・ロング・ハズ・ディス・ビーン・ゴーイング・オン (How Long Has This Been Going On)

## パーソネル
- 中牟礼貞則 - ギター
- 稲葉国光 - ベース